# Міценові
Міценові (Mycenaceae) — родина грибів порядку агарикальні (Agaricales) класу агарикоміцети. Родина містить 705 видів у 10 родах. Крім того викопний рід Protomycena відомий з міоцену. Описаний у відкладені бурштину на острові Гаїті.

## Роди
- Decapitatus
- Favolaschia
- Flabellimycena
- Hemimycena
- Mycena
- Panellus
- †Protomycena
- Resinomycena
- Roridomyces
- Tectella
- Xeromphalina